# Kévin Ledanois
Kévin Ledanois (Noisy-le-Sec, 13 de julio de 1993) es un ciclista francés que fue profesional desde 2015, año en el que ganó el Campeonato Mundial en Ruta sub-23, hasta agosto de 2024 y durante toda su carrera militó en el equipo Arkéa-B&B Hotels. Su padre, Yvon Ledanois, fue también ciclista profesional.

## Palmarés
2014 (como amateur)
- Tour de Jura

2015
- Campeonato Mundial en Ruta sub-23

## Resultados en Grandes Vueltas
| Carrera | Carrera         | 2015 | 2016 | 2017 | 2018 | 2019  | 2020  | 2021 | 2022 | 2023  | 2024 |
| ------- | --------------- | ---- | ---- | ---- | ---- | ----- | ----- | ---- | ---- | ----- | ---- |
|         | Giro de Italia  | —    | —    | —    | —    | —     | —     | —    | —    | —     | —    |
|         | Tour de Francia | —    | —    | —    | 96.º | 103.º | 102.º | —    | —    | —     | —    |
|         | Vuelta a España | —    | —    | —    | —    | —     | —     | —    | —    | 103.º | —    |

—: no participa

Ab.: abandono